# Mike Epps
Michael Elliot "Mike" Epps (Indianápolis, 18 de novembro de 1970), é um comediante de stand-up, ator, produtor de cinema, escritor e rapper norte-americano. É conhecido por interpretar Day-Day Jones em Next Friday e Friday After Next, e Lloyd Jefferson "L.J." nos filmes Resident Evil: Apocalypse e Resident Evil: Extinction. Ele também dublou o urso Boog em Open Season 2 (substituindo Martin Lawrence) e apareceu no filme Se Beber, Não Case! como "Doug Negão".

## Vida pessoal
Epps foi casado com a executiva da OWN Network e produtora da série Iyanla: Fix My Life Kyra Robinson. Epps e Robinson se casaram em Newport Beach, Califórnia, em junho de 2019. Epps foi casado anteriormente com Mechelle McCain, com quem se casou em julho de 2006. Epps e McCain viveram juntos em Beverly Hills, Califórnia, até se divorciarem em setembro de 2017.

### Incidente em Atlanta em 2014
Em 1 de junho de 2014, Epps agrediu supostamente o comediante LaVar Walker fora do Uptown Comedy Club. Foi afirmado que Epps e dois de seus guarda-costas fizeram isso em resposta a Walker fazendo um vídeo de paródia sobre Epps e o comediante Kevin Hart. Epps supostamente o atingiu no rosto e o chutou no estômago e nas costas, enquanto um dos outros dois homens jogou o celular da vítima e esmagou seus óculos. A polícia de Atlanta emitiu um mandado de prisão contra Epps dois dias depois, em 3 de junho.

### Incidente com canguru
Por volta de meados de 2017, Epps recebeu críticas por trazer um canguru para o palco durante um de seus shows. Muitos notaram que o animal parecia angustiado, com Mike agarrando-o e segurando-o contra sua vontade. Mais tarde, ele pediu desculpas, dizendo que não havia nenhum script e que nunca machucaria um animal.

## Filmografia
| Filmes | Filmes                                                                | Filmes                             | Filmes                               |
| Ano    | Filme                                                                 | Papel                              | Notas                                |
| ------ | --------------------------------------------------------------------- | ---------------------------------- | ------------------------------------ |
| 1997   | Strays                                                                | Mikeys                             |                                      |
| 2000   | Next Friday                                                           | Day-Day Jones                      |                                      |
| 2000   | 3 Strikes                                                             | Crackhead                          |                                      |
| 2000   | Bait                                                                  | Stevie Sanders                     |                                      |
| 2001   | Dr. Dolittle 2                                                        | Sonny (urso Kodiak)                | voz creditado como "Michael E. Epps" |
| 2001   | How High                                                              | Baby Powder                        |                                      |
| 2002   | All About the Benjamins                                               | Reginald Wright                    | creditado como "Michael Epps"        |
| 2002   | Friday After Next                                                     | Day-Day Jones/Velho com espingarda |                                      |
| 2003   | The Fighting Temptations                                              | Lucius                             |                                      |
| 2003   | Malibu's Most Wanted                                                  | DJ do clube                        |                                      |
| 2004   | Still 'Bout It                                                        | Bobby Ray                          |                                      |
| 2004   | Resident Evil: Apocalypse                                             | Lloyd Jefferson "L.J." Wade        |                                      |
| 2005   | The Honeymooners                                                      | Ed Norton                          |                                      |
| 2005   | Roll Bounce                                                           | Byron                              |                                      |
| 2006   | The Unsuccessful Thug                                                 |                                    |                                      |
| 2006   | Something New                                                         | Walter                             |                                      |
| 2007   | Talk to Me                                                            | Milo Hughes                        |                                      |
| 2007   | Resident Evil: Extinction                                             | Lloyd Jefferson "L.J." Wade        |                                      |
| 2008   | Welcome Home Roscoe Jenkins                                           | Reggie Jenkins                     |                                      |
| 2008   | Hancock                                                               | Criminal                           | Cameo (não creditado)                |
| 2008   | Shelly Fisher                                                         | Esquire Jones                      |                                      |
| 2008   | Bigg Snoop Dogg Presents: The Adventures of Tha Blue Carpet Treatment |                                    |                                      |
| 2008   | Soul Men                                                              | Duane Henderson                    |                                      |
| 2008   | Open Season 2                                                         | Boog                               | voz Diretamente em vídeo             |
| 2009   | Next Day Air                                                          | Brody                              |                                      |
| 2009   | The Hangover                                                          | Doug Negão                         |                                      |
| 2009   | Janky Promoters                                                       | Jellyroll                          |                                      |
| 2010   | Love Chronicles: Secrets Revealed                                     | Thomas Black                       |                                      |
| 2010   | Lottery Ticket                                                        | Reverend Taylor                    |                                      |
| 2010   | Ghetto Stories                                                        | Lawn Service Worker                | Cameo                                |
| 2010   | Faster                                                                | Grone                              |                                      |
| 2011   | Pulando a Vassoura                                                    | Willie Earl                        |                                      |
| 2012   | Sparkle                                                               | Satin Struthers                    |                                      |
| 2012   | Mac & Devin Go to High School                                         | Mr. Armstrong                      |                                      |
| 2013   | The Hangover Part III                                                 | Black Doug                         |                                      |
| 2014   | Repentance                                                            | Ben Carter                         |                                      |
| 2014   | School Dance                                                          | Diretor Rodgers                    |                                      |
| 2015   | Bessie                                                                | Richard                            |                                      |
| 2015   | Mike Epps: Don't Take It Personal                                     | Ele mesmo                          | Especial                             |
| 2015   | Stealing Cars                                                         | Xerife Till                        |                                      |
| 2016   | Nina                                                                  | Richard Pryor                      |                                      |
| 2016   | Meet the Blacks                                                       | Carl Black                         |                                      |
| 2016   | Fifty Shades of Black                                                 | Ron Steale                         | Pai da Hannah                        |
| 2017   | Girls Trip                                                            | Seller                             |                                      |
| 2017   | Where's the Money                                                     | Dre Goodlow                        |                                      |
| 2018   | Acts of Violence                                                      | Max Livington                      |                                      |
| 2018   | Death Wish                                                            | Dr. Chris Salgado                  |                                      |
| 2018   | Love Jacked                                                           | Rufus                              |                                      |
| 2018   | Uncle Drew                                                            | Louis                              |                                      |
| 2019   | Meet the Blacks 2: The House Next Door                                | Carl Black                         |                                      |
| 2019   | The Last Black Man in San Francisco                                   | Bobby                              |                                      |
| 2019   | Troop Zero                                                            | Dwayne Boudraux                    |                                      |
| 2019   | The Trap                                                              | Dutch                              | Internet                             |
| 2019   | Dolemite Is My Name                                                   | Jimmy Lynch                        | Filme original Netflix               |
| 2020   | Last Friday                                                           | Day-Day Jones                      |                                      |

### Televisão
| Televisão | Televisão               | Televisão             | Televisão          |
| Ano       | Filme                   | Papel                 | Notas              |
| --------- | ----------------------- | --------------------- | ------------------ |
| 1999      | The Sopranos            | Jerome                |                    |
| 1999      | Pimps Up, Ho's Down     |                       |                    |
| 2002      | All About the Stunts    |                       |                    |
| 2005      | 106 & Park              | 1 episode             |                    |
| 2005      | Letter to the President |                       |                    |
| 1995–2006 | Def Comedy Jam          | 5 episodes            |                    |
| 2006      | Inappropriate Behavior  |                       |                    |
| 2006      | The Unsuccessful Thug   |                       |                    |
| 2006      | The Boondocks           | Moe "Mo Gunz" Jackson |                    |
| 2009–2012 | BET Hip Hop Awards      | Apresentador          |                    |
| 2013      | Wild 'n Out             | Ele mesmo             |                    |
| 2014      | Ridiculouness           | Ele mesmo/L.J.        |                    |
| 2014–2015 | Survivor's Remorse      | Tio Julius            |                    |
| 2016      | Uncle Buck              | Buck Russell          |                    |
| 2019      | How High 2              | Baby Powder           | Telefilme          |
| 2025      | Good American Family    |                       | produtor executivo |

## Participações em videoclipes
- "Whatchulookinat" - Whitney Houston
- "Ay Bay Bay" — Hurricane Chris
- "Gangsta Nation" — Westside Connection
- "Why We Thugs" — Ice Cube
- "What You Know" — T.I.
- "ASAP" — T.I.
- "Never Forget" — Napoleon
- "I'm Lit" — Square Off
- "I Don't Know Y'all" — Young Dro
- "Mrs. Right" — Mindless Behavior featuring Diggy Simmons
- "Nothin'" – N.O.R.E.
- "I'm on Everything" – Bad Meets Evil
- "How Come You Don't Call Me" – Alicia Keys
- "Bitch, Don't Kill My Vibe" - Kendrick Lamar
- "I Was Your Baby"- Angie Stone
- "No Flex Zone!" - Rae Sremmurd
- "Ayo" - Chris Brown e Tyga
- "No Effort" - Tee Grizzley
- "Bank Account" - 21 Savage

## Discografia
Álbuns de estúdio
Funny Bidness: Da Album (2009)
Álbuns de colaboração
Homenagem ao Papai Noel Ruim, estrelado por Mike Epps (com Jim Jones e Skull Gang) (2008)
Omar Ray Life & Timez de Suge Gotti, vol. 1 (2012)
Aparições convidadas
- 2009: "Eu vou e pegue meu ..." com (Busta Rhymes) em Back on My BS
- 2016: "2011 BET Cypha" com Termanology, French Montana, Wais P, Rico Staxx, & Cross) em Cameo King III.